# Nazionale femminile di rugby a 7 della Russia
La nazionale di rugby a 7 femminile della Russia è la selezione femminile che rappresenta la Russia a livello internazionale nel rugby a 7.
La nazionale russa partecipa stabilmente alle World Rugby Sevens Series femminili e alla Coppa del Mondo, dove finora ha ottenuto come miglior risultato la semifinale del Plate persa 7-5 contro l'Australia nel 2013. A livello europeo prende parte al Sevens Grand Prix Series femminile, competizione che ha vinto sei volte.

## Palmarès
- Sevens Grand Prix Series femminile: 6

2013, 2014, 2016, 2017, 2018, 2019

## Partecipazioni ai principali tornei internazionali
- 2009: semifinale Bowl
- 2013: semifinale Plate
- 2018: 8º posto

- 2012-13: 6º posto
- 2013-14: 5º posto
- 2014-15: 7º posto
- 2015-16: 7º posto
- 2016-17: 5º posto
- 2017-18: 6º posto
- 2018-19: 7º posto
- 2019-20: 6º posto

- 2006: 9º posto
- 2007: 9º posto
- 2008:  3º posto
- 2009: 7º posto
- 2010: 6º posto
- 2011: 4º posto
- 2012: 4º posto
- 2013:  1º posto
- 2014:  1º posto
- 2015:  2º posto
- 2016:  1º posto
- 2017:  1º posto
- 2018:  1º posto
- 2019:  1º posto
- 2021:  1º posto